# Hargelsberg
Hargelsberg è un comune austriaco di 1 341 abitanti nel distretto di Linz-Land, in Alta Austria.